# 荣耀Magic 4系列
荣耀Magic 4系列是荣耀公司于2022年2月27日发布的5G平板手机系列，包括荣耀Magic 4、荣耀Magic 4 Pro与荣耀Magic 4 至臻版。Magic 4正面采用中置挖孔布局，而Magic 4 Pro与Magic 4 至臻版采用与华为Mate 40系列相似的正面左上挖孔布局，搭载采用三星 4nm 制造工艺的骁龙8 Gen 1平台。

## 设计
荣耀Magic 4系列正面均采用曲面屏，背面均使用官方称作“缪斯之眼”的摄像头布局。
Magic 4及Magic 4 Pro均有瓷青、流金、亮黑、釉白四种颜色，Magic 4 Pro 素皮版与Magic 4 至臻版均有额外的燃橙色/陶瓷黑和陶瓷白。

### 屏幕
屏幕的“药丸形状”的切口装有一个100度 FoV 的12MP自拍相机，一个 ToF 深度传感器用于人像自拍和3D 面部生物识别解锁。同时，显示屏的下半部分装有与三星Galaxy S22系列上相同的由高通公司推出的超声波 3D 显示屏指纹扫描仪。Honor表示，这款指纹读取器比Magic3 Pro的光学读取器快40%。
荣耀Magic 4系列还作为业内首款搭载1920 Hz PWM 调光的 LTPO 面板的手机，LTPO 还意味着它提供了1-120 Hz范围内的自适应刷新率，且触摸采样率为 360 Hz。并以 100% 的 DCI-P3 覆盖率呈现 HDR10+ 图像。

## 摄像

### 后置镜头
荣耀Magic 4与Magic 4 Pro主摄均采用索尼IMX 766传感器，但Magic 4 至臻版的传感器目前未知。变焦方面，Magic 4支持5倍光学变焦，50倍数字变焦；Magic 4 Pro与Magic 4 至臻版均支持3.5倍光学变焦与100倍数字变焦。
荣耀Magic 4 至臻版发布后在DXOMARK评分网站上的后置摄像头评分达到了146分，超越华为 P50 Pro（144分） 2分。
Magic 4 Pro相较于Magic 4用64MP 3.5倍光学变焦替换了Magic 4的8MP 5倍光学变焦，而Magic 4 至臻版相较于Magic 4 Pro 新增了64MP 126°超广角镜头。

### 前置镜头
荣耀Magic 4使用了一颗1200 万像素广角摄像头，而荣耀Magic 4 Pro与Magic 4 至臻版较Magic 4增加了一颗3D深感摄像头。